# Salle d'opérations
Ne doit pas être confondu avec Salle opératoire.
Pour les articles homonymes, voir PC.

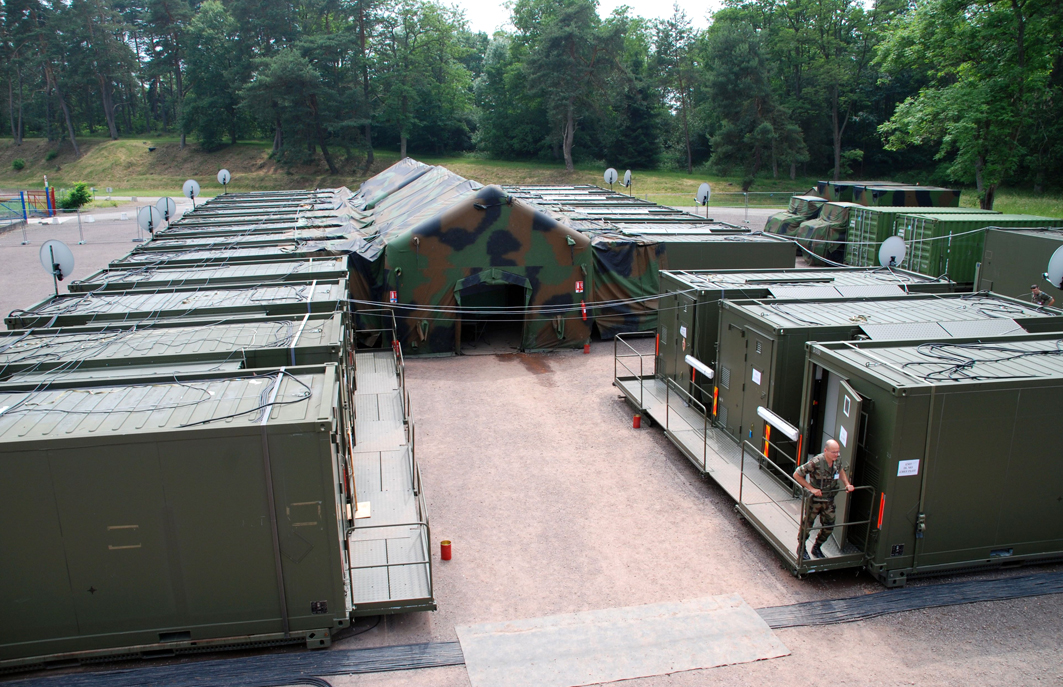
Abris modulaires de poste de commandement de l'armée française.

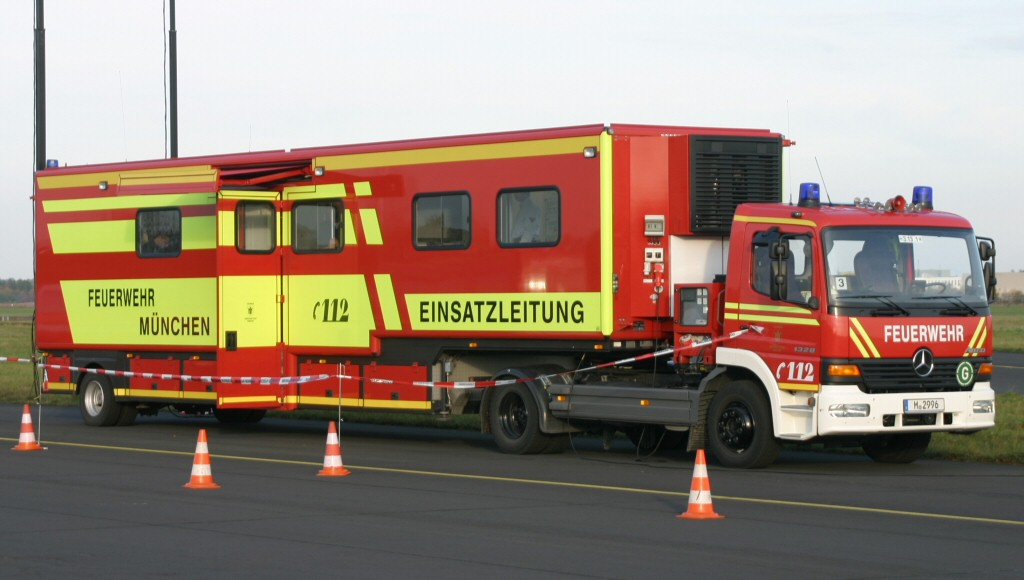
Véhicule poste de commandement des pompiers allemands.

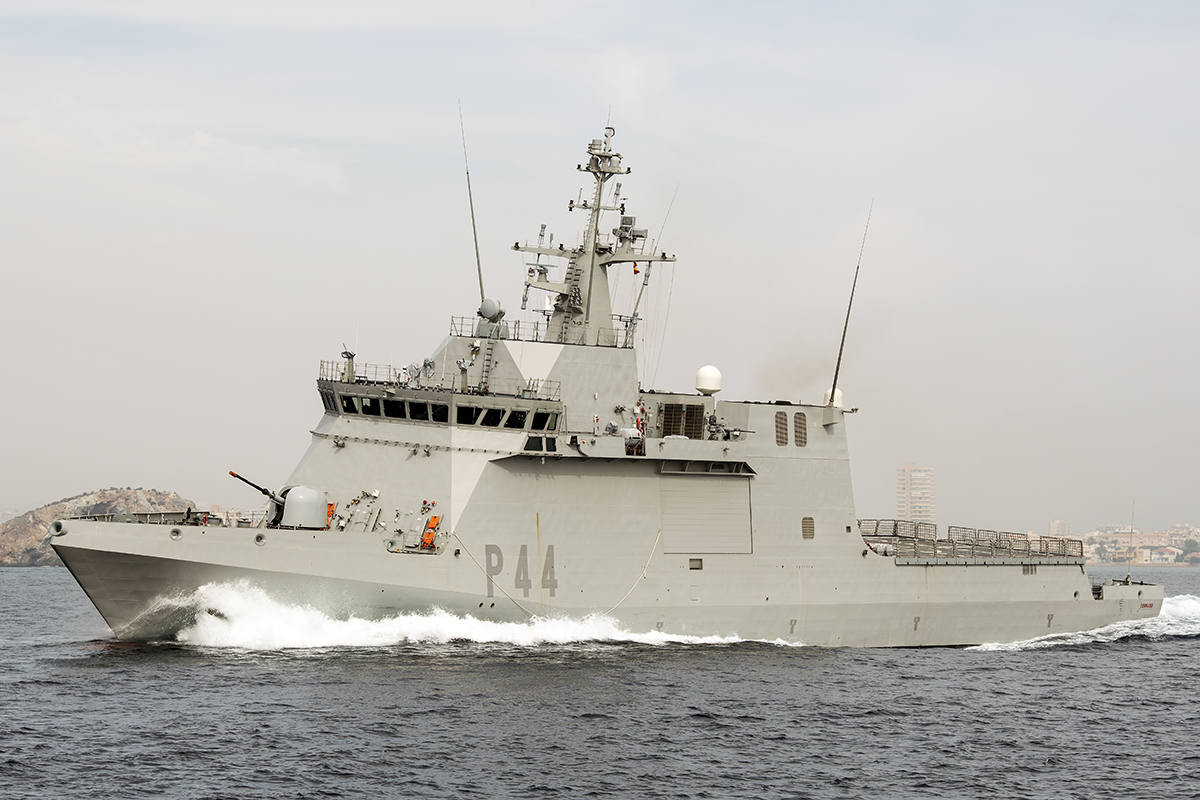
Navire poste de commande de la marine espagnole de Classe Meteoro.

Dans le vocable militaire, une salle d'opérations, également appelée poste de commandement (PC), est constituée dans le but d'assurer la coordination des actions sur le plan stratégique le plus haut de groupes d'armées de taille importante.
La manière clausewitzienne de mener les grandes batailles, valable jusqu'au XIXe siècle, est dépassée au XXe siècle par l'apparition globalisée de la guerre mondiale. La salle d'opérations devient donc le lieu opérationnel pour les plus hauts gradés de l'État-major en temps de conflit, sur le plan stratégique. Ce lieu peut également trouver place dans un véhicule poste de commandement ou un bateau, sur le plan tactique/opérationnel sur le terrain.
L'expression est également déclinée dans le monde de l'entreprise ou en politique.

## Première Guerre mondiale
Avant 1916, le commandement interallié n'apparaît pas pour les Alliés. Les Centraux agissent sur des fronts distincts dans la plupart des cas.

## Seconde Guerre mondiale

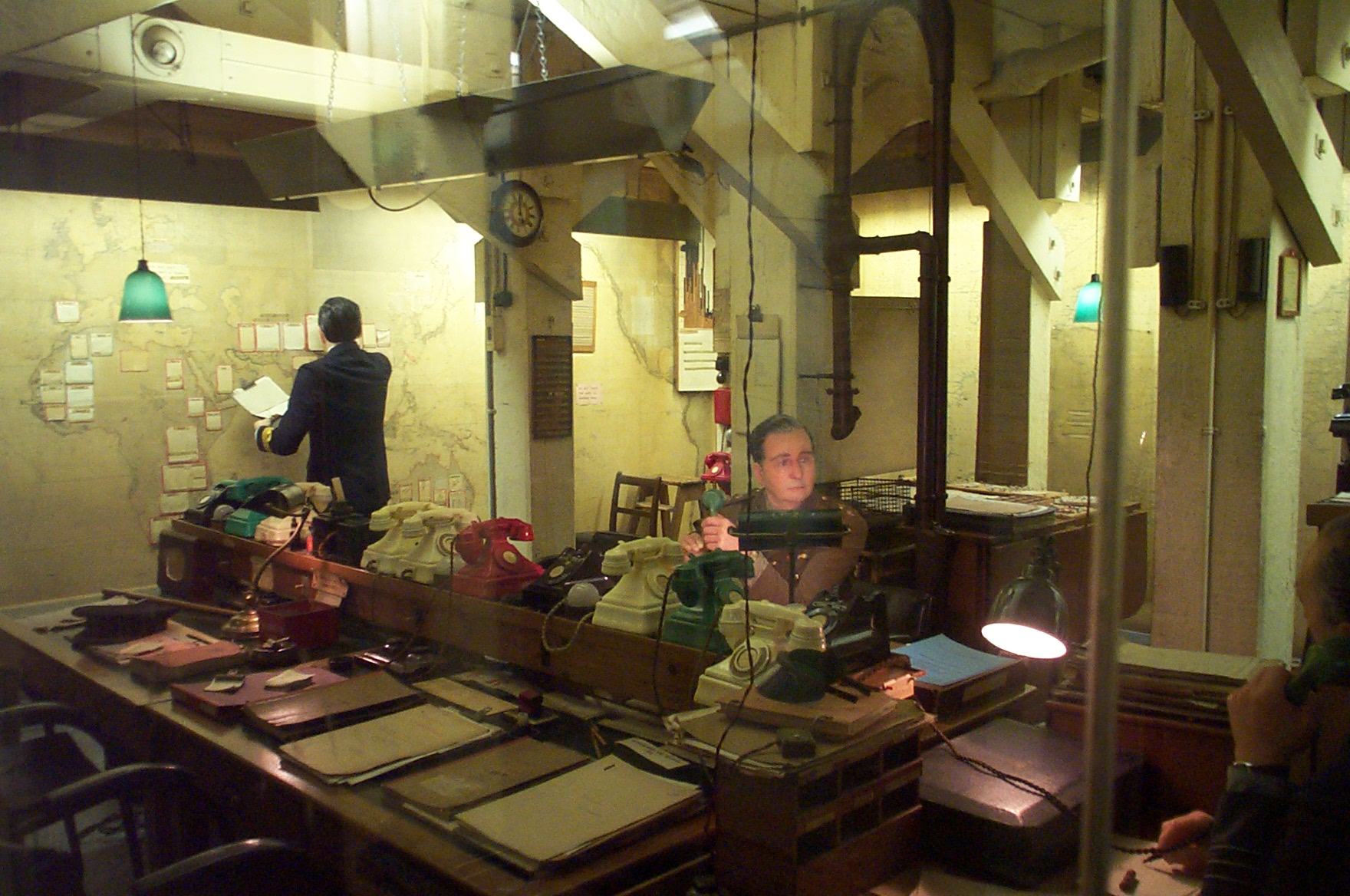
Reconstitution par imagerie numérique de la salle des cartes des « Cabinet War Rooms » dans lesquelles opérèrent Churchill et les généraux britanniques pour organiser les opérations sur le théâtre européen.

La logistique, les transports, voire l'intensité de l'effort de guerre sont planifiés par les hauts dirigeants civils et gradés à partir des remontées obtenues dans ces lieux.
Le blitz, subit dans une bataille laissant apparaître une infériorité numérique considérable dans le camp anglais, fut tenu grâce à la coordination opérationnelle des terrains d'aviation couplé à l'usage tactique du radar.
Sur le front de l'Est, la planification par l'OKW (Oberkommando der Wehrmacht) de l'opération Citadelle et la contre-opération par les généralissimes soviétiques nécessita de telles salles, dans ce qui allait devenir la confrontation la plus importante de blindés sur le plan numérique jamais menée pour l'armée de terre. Le renseignement joua à plein dans l'anticipation des mouvements de l'ennemi sur un saillant qui devenait énorme sur la carte.
Les grandes batailles navales des campagnes du Pacifique étaient lancées également dans ces lieux à distance, dont l'existence était rendue possible par les progrès de la télétransmission chiffrée ; la coordination sur des espaces aussi élargis obligeant les stratèges et amiraux à déplacer et mobiliser les groupes aéronavals au bon endroit dans une perspective de recherche de l'engagement. Ces postes de commandement étaient donc également situés sur des navires.

## Domaine spatial
Une fois la paix retrouvée, la logistique des tâches fut transférée dans le domaine spatial avec les salles d'opération décidant du lancement des fusées et vaisseaux à Houston (décentré du site de lancement de la NASA), Kourou et Baïkonour (lire l'article conquête spatiale).

## En entreprise (époque contemporaine)
La « War Room » s'avère souvent être un outil efficace pour le partage structuré de l'information. Elle est de plus en plus utilisée pour coordonner :
- l'analyse concurrentielle ou de marché ;
- le lancement de nouveaux produits ;
- des campagnes de promotion ;
- des projets d'acquisition ;
- des actions internes (réduction des coûts, qualité totale 6 sigma...) ;
- l'implantation de nouveaux systèmes informatiques ;
- la conquête d'appels d'offre ;
- la pénétration commerciale de territoires ;
- la gestion des crises et des affrontements concurrentiels ;
- etc.

En ce qui concerne l'organisation et la méthode, voir l'article de la revue Veille Magazine d'octobre 2001, reproduit « ici »(Archive.org • Wikiwix • Archive.is • Google • Que faire ?) (lien HS).

## En politique
Bill Clinton aurait utilisé avec succès une « War Room » pour planifier sa première élection à la présidence des États-Unis. Après que ce type de centre de communication a été utilisé dans d'autres élections, par exemple en Grande-Bretagne, au Canada, en Australie et au Québec, le journaliste québécois Vincent Marissal a proposé d'utiliser l'expression « bunker électoral » pour traduire « War Room » dans ce contexte politique.

## Dans les œuvres de fiction
- Final du film Docteur Folamour de Stanley Kubrick
- Salle de l'amirauté dans le film Treize jours : coordination opérationnelle d'un blocus des cargos soviétiques à destination dans le cadre de la crise de Cuba.